# 1991 no teatro

## Eventos
- Início da actividade da companhia Teatro da Vertigem no Brasil.

## Nascimentos
| Data          | Nome        | Profissão                 | Nacionalidade | Observações | Ref |
| ------------- | ----------- | ------------------------- | ------------- | ----------- | --- |
| 20 de Janeiro | Harry Giese | ator, dublador e narrador | Alemanha      | n. 1903     |     |

## Mortes
| Data | Nome | Profissão | Nacionalidade | Observações | Ref |
| ---- | ---- | --------- | ------------- | ----------- | --- |